# Hexagrammos octogrammus
Hexagrammos octogrammus är en fiskart som först beskrevs av Pallas, 1814.  Hexagrammos octogrammus ingår i släktet Hexagrammos och familjen Hexagrammidae. Inga underarter finns listade i Catalogue of Life.